# Множественная адресация
Множественная адресация — это метод увеличения надежности интернет-соединения для IP сети. Как прилагательное, оно обычно используется чтобы описать клиента, а не Интернет-провайдера сети.

## Варианты множественной адресации
Существует несколько способов осуществить множественную адресацию, отделённых от действующих протоколов, среди которых наиболее важные:

### Одиночная связь, множественныйIP-адрес(адресное пространство)
У хоста есть множественный IP-адрес (напр. 2001:db8::1 и 2001:db8::2 в IPv6),  но только одно физическое входящее соединение. Когда одиночная связь повреждается, возможность соединения сокращается для всех адресов. 

### Множественный интерфейс, одиночныйIP-адрес
Хост имеет несколько интерфейсов и у каждого интерфейса один или больше IP-адресов. Если одна из связей повреждается, то её IP-адрес становится недоступным, но остальные IP-адреса будут по-прежнему работать. Хосты, у которых есть несколько записей AAAA или А остаются доступными, дожидаясь истечения времени ожидания клиентского приложения, и снова пытаются обратиться по поврежденному адресу. Существующие соединения не могут быть приняты другими интерфейсами, так как TCP не поддерживает этого. Это исправимо, можно использовать SCTP, который разрешает эту ситуацию. Тем не менее, SCTP не часто используется на практике.

### Несколько соединений, одинIP-адрес(адресное пространство)
Это то, что вообще подразумевается под множественной адресацией. С помощью протокола маршрутизации, в большинстве случаев BGP, сторона резервирует это адресное пространство для её входящих соединений. Когда одно из соединений выходит из строя, протокол отмечает это на одной стороне и на другой и трафик больше не посылается через поврежденное соединение. Обычно этот метод используется для множественной адресации узла сети, а не для одиночного хоста. 

### Несколько соединений, несколько IP-адресов (адресных пространств)
Этот метод использует специализированный Link Load Balancer (или WAN Load Balancer) устройство между межсетевым экраном и маршрутизатором соединения.  Не нужно специальной конфигурации для ISP маршрутизатора. Это позволяет использовать все соединения одновременно для увеличения пропускной способности, а также определяет насыщенность соединения и отказы в реальном времени, для того чтобы перенаправить трафик. Алгоритмы обеспечивают управление трафиком. Балансировка входящего трафика обычно выполняется с DNS реального времени.

## Множественная адресация, предостережение
В то время как множественная адресация используется для устранения связанности узлов в сети как потенциальной точки единственного отказа, применяются определенные предостережения в реализации, которые могут повлиять на успех такой стратегии.
В частности, каждый из следующих пунктов должен быть использован для устранения сетевой точки единственного отказа:
- Входящая связанность узлов: У данного центра управления сетью должно быть несколько входящих соединений с независимыми провайдерами. Кроме того, чтобы уменьшить возможность одновременного повреждения всех входящих соединений, физическое местоположение каждого входящего соединения должно физически различаться: мало вероятно то, что часть механизма (например, канавокопатель) не разъединит нечаянно одновременно все подключения.

- Маршрутизаторы: маршрутизаторы и свитчи должны быть расположены так, чтобы ни одна часть сетевого оборудования не контролировала весь сетевой доступ данного хоста. В частности, необычно видеть несколько входящих интернет-соединений, встречающихся на одном маршрутизаторе. При такой конфигурации, потеря этого единственного маршрутизатора разъединит входящее интернет-соединение, несмотря на то, что множественные ISP используются по-другому.

- Связанность Хостов': «надежный» хост должен быть подключен к сети через множественные сетевые интерфейсы, каждый из которых подключен к отдельному маршрутизатору или свитчу. Как альтернатива, и предпочтительней, функция данного хоста может быть продублирована через несколько компьютеров, каждый из которых подключен к разным маршрутизаторам или свитчам.

- Ссылка на объекты: мало того, что хост должен быть доступным, но также часто бывает полезно «сослаться» на него. Для большинства сервисов, это значит, что разрешение имени для этого сервера будет функциональным. К примеру, если поломка одного элемента блокирует пользователя от правильно найденного DNS имени этого сервера, тогда сервер не будет функционировать эффективно, несмотря на то, что  он, все таки, подключен.

Устранение точки единственного отказа достигается только тогда, когда каждый компонент, который может поломаться, будет продублирован.

## Множественная адресацияIPv4
Чтобы применять множественную адресацию сеть должна иметь свой собственный общедоступный диапазон IP-адресов и AS номер. Затем соединение с двумя (или более) отдельными ISP-ми будет установлено. Маршрутизация этих соединений обычно контролируется доступным BGP маршрутизатором.
В случае, когда одно исходящее из сети множественной адресации соединение повреждается, исходящий трафик будет автоматически направлен через одно из оставшихся соединений. Более важно, то что другие сети будут извещены, через обновления BGP для маршрутов сети с множественной адресацией, о необходимости направить входящий трафик через другой ISP и другое соединение.
Главная ловушка множественной адресации в том, что два очевидно независимых соединения из совершенно разных ISP могут на самом деле, делить общую линию передачи и/или маршрутизатор. Это создаст точку единственного отказа и значительно уменьшит пользу от множественной адресации.
Другая скрытая проблема, это то, что  множественная адресация очень маленькой сети может быть неэффективной, так как фильтрация маршрутов весьма распространена среди пользователей BGP и  младшие префиксы могут быть отфильтрованы. Это делает невозможным множественную адресацию.

## Множественная адресацияIPv6
Множественная адресация в следующей версии IPv6 ещё не стандартизирована, потому что спор о разнообразии методов множественной адресации до сих пор не решен.

### Существующие решения
Провайдерское независимое адресное пространство стало доступным в IPv6. Эта технология имеет преимущества в работе: такие как IPv4, поддержка балансировки трафика через множественных провайдеров, поддержка существующих TCP и UDP сессий через переключения. Критики говорят, что увеличение размера таблиц маршрутизации требует управления множественной адресацией и таким образом разрушит аппаратную часть маршрутизатора. Сторонники говорят, что новое оборудование сможет управлять увеличением благодаря более дешевой памяти, которая падает в цене по закону Мура. Сторонники также говорят, что сейчас это единственное реальное решение и философия «чем проще, тем лучше» поддерживает идею, что лучше использовать несовершенное решение сейчас, чем совершенное, но слишком поздно.
Поскольку многие ISP отфильтровывают сообщения с маленькими прификсами, это будет обычно требовать большого распределения IP, такого как /32, чтобы гарантировать глобальную достижимость. Использование таких больших префиксов – это неэффективное использование IPv6 адресного пространства; существует только 537 миллионов (229) /32 префиксов. Тем не менее, из прагматической перспективы, размещение /32 в глобальном адресном пространстве эквивалентно стоимости размещения одного IPv4 адреса. Это можно допустить, если, что кажется вполне вероятным в близком будущем, количество сайтов с множественной адресацией будет исчисляться только в миллионах, в противоположность миллиардам конечных точек без множественной адресации, которые ждут прибавления огромного множества IPv6 конечных точек.

### Другие существующие возможности
Автоматическая перенумерация. Если одно входящее соединение ломается, то все адреса в сети будут перенумерованы в новую /48 подсеть. Записи DNS и межсетевого экрана должны быть обновлены, чтобы перенаправить трафик в другую /48 подсеть. Это перенумерация прервет работающие TCP и UDP сеансы.
Поддержка множественности синхронных последовательностей хост адресов, из различных входящих /48 соединений для каждого хоста и использование множественных AAAA записей. Это работает в большинстве случаев, но есть недостаток. Записи DNS и межсетевого экрана должны быть обновлены, чтобы перенаправить трафик в правильную последовательность IP адресов, если одно из соединений выйдет из строя. Так как это также изменит IP адреса во время ошибки, оно по-прежнему будет уничтожать работающие TCP и UDP сеансы.

### Возможные будущие решения
Множественная адресация сайта с помощью IPv6
Минусы:
- операторы в это не верят
- множественная адресация конфигурируется на основе стека хоста, не поддерживает middlebox-ы (межсетевые экраны и прочее)

Протокол идентификации хоста
- Минусы:
  - не используется
  - все приложения должны его поддерживать
- Плюсы:
  - свободный сертификат

Протокол контроля потока передачи
Минусы:
- не используется
- нет TCP/IP
- все приложения должны его поддерживать